# 宇喜多騒動
宇喜多騒動（うきたそうどう）とは、慶長4年（1599年）末から翌5年（1600年）にかけて、豊臣政権五大老の1人で、備前国岡山の大名である宇喜多秀家の家中で発生した家臣団の対立。この結果、多くの譜代の家臣が宇喜多家を出奔するなどの混乱を引き起こした。

## 経緯
宇喜多騒動について伝える同時代史料は『鹿苑日録』慶長5年正月8日条が唯一のものである。『鹿苑日録』は、5日夜に中村次郎兵衛が宇喜多家中で専横をはたらいたために殺害され、70人ほどの家臣が宇喜多家から逃散したことを記録する。このときに宇喜多家を離れた戸川達安の息子が後に記録した『戸川家譜』にはより詳しい記述がある。同書ではまず中村次郎兵衛・長船紀伊守・浮田太郎左衛門の断行した惣国検地によって領国内が混乱したとする。そのため浮田左京亮、戸川達安、岡越前守、花房秀成といった重臣が中村次郎兵衛の襲撃を計画したが未然に発覚し、中村は逃亡に成功する。これに怒った秀家は戸川を大谷吉継の屋敷に呼び寄せて殺害しようとするが、左京亮によって戸川は救出される。戸川は大坂玉造の左京亮の屋敷に移動し、岡・花房らとともに皆で剃髪して立て籠もったという。ただし『戸川家譜』は宇喜多家を出奔した戸川氏の手による記録のため、秀家や中村次郎兵衛の非をただちに史実と認めるのは困難である。中村次郎兵衛は実際には死亡しておらず後に加賀藩に出仕することとなるが、加賀藩で書かれた『乙夜之書物』では、達安ら重臣が城に近い土地を自分たちのものにしてしまったことで困窮した小身家臣の訴えを受けた中村が知行地の割り替えを行ったことが対立の原因であるとして、中村に道理があったとしている。
最初、大谷吉継・榊原康政・津田秀政が騒動の調停にあたったとされる（『慶長年中卜斎記』）が解決に至らなかったため、慶長5年正月に徳川家康が裁断したという（『戸川家譜』）。戸川は武蔵国岩付（さいたま市）に移され、左京亮・岡・花房は宇喜多家の領国・備前に下った（『戸川家譜』）。一度は宇喜多家に復帰した岡・花房であったが、同年5月には宇喜多家を去ったとみられる。
この騒動で戸川・岡・花房ら秀家と対立した重臣らだけでなく、秀家が能力を見込んで重用した中村までも宇喜多家を退去することになり、宇喜多家の軍事的・政治的衰退につながった。なお、戸川・岡・花房の3名はこの後、家康の家臣となっている。一方、左京亮も家康に預けられたと言われているが、実際にはこの時には宇喜多家に留まったとみられている。
宇喜多騒動にはさまざまな要因があるが、基本的には上述のような宇喜多家臣団の内部抗争が前提として挙げられる。しかしそれがこの時期に顕在化した要因としては、秀吉という圧倒的後ろ盾が没し秀家の主君としての求心力が低下していたことに加え、秀家の領国支配を助けていた譜代の重臣・長船紀伊守が死去したことも、秀家に反発する家臣の歯止めがきかなくなる原因となったとみられる。
旧来家臣団対立の原因として、『備前軍記』が伝える明石掃部・長船紀伊守・中村次郎兵衛・浮田太郎左衛門らキリシタンと戸川達安・浮田左京亮・岡越前守・花房秀成ら日蓮宗の家臣の対立や、秀家が日蓮宗の家臣にキリスト教への改宗を命じたことが挙げられることがある。しかし、そもそも秀家に背いた浮田左京亮はキリシタンであり、彼らの中でほかにキリシタンであったことが確認できるのは騒動に関与しなかった明石掃部とその姉妹聟（おそらく岡越前守）のみのため、史実ではないとみられる。
重臣らを多数失った秀家が家中の立て直しを委ねたのは、家臣で最大の知行を有し、宇喜多騒動に中立を保ちながらもそれまで領国経営に関与してこなかった秀家の姉妹聟・明石掃部であったが、明石による侍登用などの施策が充分な成果を上げる前に、関ヶ原の戦いを迎えることとなる。